# Sinfonia da camera (Wolf-Ferrari)
La Sinfonia da camera, op. 8, est une œuvre de musique de chambre d'Ermanno Wolf-Ferrari composée en 1901.

## Contexte et création
Aujourd'hui, les œuvres pour la scène sont celles auxquelles nous associons le plus Ermanno Wolf-Ferrari. Dans son catalogue, ces œuvres dramatiques sont encadrées par des œuvres de chambre, écrites soit au début, soit à la fin de sa carrière. Les œuvres de chambre ne peuvent être qualifiées de novatrices ; elles sont essentiellement des prolongements de la ligne musicale absolue romantique qui s'étend de Felix Mendelssohn et Robert Schumann à Johannes Brahms, et bien que l'influence de Richard Wagner puisse être observée, leur génie n'est pas programmatique. Le développement interne de la musique en général peut être considéré comme plus lâche et plus rhapsodique que celui des compositeurs cités. C'est ce qui caractérise la Sinfonia da camera écrite à Munich en 1901, juste après que Wolf-Ferrari eut abandonné sa ville natale. Comme le suggère le titre, la temporalité de l'œuvre est d'une ampleur symphonique. Compte tenu de la taille relativement réduite de l'ensemble, les gestes musicaux sont expansifs. En même temps, les ressources traditionnelles de la musique de chambre en ce qui concerne l'articulation et l'écriture instrumentale soliste sont pleinement exploitées, et l'arsenal harmonique et mélodique considérable du romantisme est efficacement exploité.
Ermanno Wolf-Ferrari a commencé à s'orienter un peu plus vers les tendances contemporaines dans la période qui a suivi la Sinfonia da camera, mais dans les œuvres dramatiques suivantes également, l'esthétique est conservatrice. Il est resté un continuateur des traditions établies et, vers la fin de sa carrière, il s'est trouvé de plus en plus en décalage avec le discours musical dominant, plus radical.

## Structure
L'œuvre se compose de quatre mouvements :
1. Allegro moderato
2. Adagio
3. Vivace con spirito
4. Finale : Adagio - Allegro moderato